# Киберфест
Киберфест (с 2015 - Cyfest) — это один из крупнейших в России ежегодных международных фестивалей медиаискусства. Фестиваль представляет произведения и проекты известных современных художников в области роботики, видеоарта, саунд арта, нет арта. Его задача — художественное освоение современных технологических средств и осмысление изменений, которые они вносят в общественную жизнь. Одна из важнейших задач фестиваля — образовательная и просветительская, фестиваль сопровождается обширной программой лекций и воркшопов как для профессионалов, так и для публики.
«Киберфест» проводится с 2007 года, первые шесть лет в Санкт-Петербурге. Партнёрами фестиваля стали Молодёжный Образовательный центр Государственного Эрмитажа, музеи и галереи С.-Петербурга.
Фестиваль проводится на базе медиалаборатории «CYLAND» Архивная копия от 8 февраля 2022 на Wayback Machine, организованной художниками и кураторами Анной Франц (Нью-Йорк) и Мариной Колдобской Архивная копия от 17 декабря 2014 на Wayback Machine (Санкт-Петербург).
Осенью 2013 года КИБЕРФЕСТ впервые вышел за пределы России и прошёл в Берлине. Основной площадкой фестиваля стало выставочное пространство The WYE. А в 2014 году восьмой фестиваль КИБЕРФЕСТ прошёл уже в пяти городах мира: Берлин, Нью-Йорк, Токио, Москва и Санкт-Петербург. На девятый год, КИБЕРФЕСТ расширил свою географию на Латинскую Америку и Лондон. В Нью-Йорке партнёром фестиваля стал Институт Пратта.
Начиная с 2015 года, КИБЕРФЕСТ поменял свое название на САЙФЕСТ (CYFEST), однако в России по-прежнему употребляются оба названия фестиваля.

## Участники
В разные годы участниками фестиваля «Киберфест» были знаменитые художники и деятели культуры из США и Европы, в том числе:

### 2007
- Julie Martin, Эксперименты в искусстве и технологии[англ.], (США)

### 2008
- Доктор Richard Barbrook[англ.] с проектом «Class Wargames» (Великобритания)
- Magnus Wurzer и Chris Veigl, основатели фестиваля "Roboexotica"[англ.] (Австрия)
- Дмитрий Каварга c  проектом Модель биполярной активности (Россия)

### 2009
- Paul D. Miller, также известный как DJ Spooky, That Subliminal Kid[англ.] (США)
- Андрей Бартенев, перформансист (Россия)

### 2010
- Phill Niblock, композитор-концептуалист (США)
- Лидия Кавина, исполнительница на терменвоксе (Россия-Великобритания)
- Alexandra Dementieva Архивная копия от 2 февраля 2014 на Wayback Machine, медиа художник, (Бельгия)

### 2011
- Dorit Chrysler Архивная копия от 4 апреля 2022 на Wayback Machine, исполнительница на терменвоксе (США-Австрия)
- Peter Vogel, автор электронных звуковых скульптур (США)
- Michael J. Schumacher Архивная копия от 26 апреля 2012 на Wayback Machine, медиа художник и композитор (США)
- Anna Jermolaewa Архивная копия от 23 февраля 2022 на Wayback Machine, медиа художник (Австрия)

### 2013
- Ken Butler[англ.], медиа художник и музыкант (США)
- Yoshio Machida[англ.], музыкант-экспериментатор, композитор, художник (Япония)

### 2014
- Ken Butler[англ.], медиа художник и музыкант (США)

### 2015
- Карла Ганнис, медиахудожник и куратор (США)
- Петр Белый, современный художник и куратор (Россия)